# NGC 2488
NGC 2488 (również PGC 22520 lub UGC 4161) – galaktyka eliptyczna (E-S0), znajdująca się w gwiazdozbiorze Rysia. Odkrył ją William Herschel 18 marca 1790 roku.